# 塞巴斯蒂安·克贝尔
塞巴斯蒂安·克贝尔（德語：Sebastian Köber，1979年5月28日—），德国男子拳击运动员。他曾代表德国参加2000年和2004年夏季奥林匹克运动会拳击比赛，其中2000年奥运会获得一枚铜牌。